# Cine Casablanca
Els Casablanca estaven ubicats al Passeig de Gràcia, 115, de Barcelona. El local disposava de dues sales, Casablanca 1 i Casablanca 2. Tenia una capacitat total de 317 localitats.
El cinema deu el seu nom al film homònim de Michael Curtiz. Es va inaugurar el 13 de desembre de 1980. La iniciativa d'aquest nou cinema va ser de la societat Els Cinemes del Passeig de Gràcia, creada per Jaume Figueras. Van ser programats pel mateix Figueras fins al 1991.
La programació inaugural va ser Cabeza borradora de David Lynch per a la sala 1, i Johnny Guitar de Nicholas Ray a la 2.
Eren unes sales que no destacaven precisament per la seva comoditat i sonorització. Però que el seu públic principal eren els joves cinèfils. Es va orientar a la projecció de versions originals subtitulades. Un dels films que va crear més controvèrsia va ser Je vous salue, Marie de Jean-Luc Godard. Durant la projecció d'aquest va haver "manifestacions" de famílies i associacions catòliques.
Des del desembre de 1991 la programació va a càrrec de l'administrador i gerent del local, Julián Mateos Iñiguez. El 7 de maig de 2004 l'empresa Kaplan es va fer càrrec de l'explotació del local, projectant pel·lícules de cine independent i en versió original. Aquesta nova etapa va començar amb la projecció de De nenes i Gala.
Durant els últims anys va estar regentat per Salomón Shang Ruiz, que també va regentar els Casablanca Gràcia (Cinemes Lauren).
El 5 d'abril de 2011 es va veure obligat a tancar les sales degut a l'acumulació de grans deutes i impagaments.